# ریچارد جاستین لادو
ریچارد جاستین لادو (عربی: ريشارد جاستن لادو؛ زادهٔ ۵ اکتبر ۱۹۷۹) بازیکن فوتبال اهل سودان جنوبی بود.
از باشگاه‌هایی که در آن بازی کرده‌است می‌توان به باشگاه فوتبال الهلال ام درمان و باشگاه ورزشی اسماعیلی اشاره کرد.
وی همچنین در تیم‌های ملی فوتبال سودان و سودان جنوبی بازی کرده‌است.